# David Buchta
David Buchta (Ostrava, 27 giugno 1999) è un calciatore ceco, centrocampista o attaccante del Baník Ostrava.

## Caratteristiche tecniche
È un trequartista.

## Carriera

### Club
Cresciuto nel settore giovanile del Baník Ostrava, debutta in prima squadra il 9 marzo 2020 in occasione dell'incontro di 1. liga perso 3-2 contro il Mladá Boleslav; realizza la sua prima rete il 20 giugno seguente, nella sconfitta casalinga per 1-3 contro lo Slavia Praga.

### Nazionale
Ha giocato nella nazionale ceca Under-17.

## Statistiche
Statistiche aggiornate al 20 aprile 2021.

### Presenze e reti nei club
| Stagione        | Squadra         | Campionato      | Campionato | Campionato | Coppe nazionali | Coppe nazionali | Coppe nazionali | Coppe continentali | Coppe continentali | Coppe continentali | Altre coppe | Altre coppe | Altre coppe | Totale | Totale | Totale |
| Stagione        | Squadra         | Comp            | Pres       | Reti       | Comp            | Pres            | Reti            | Comp               | Pres               | Reti               | Comp        | Pres        | Reti        | Pres   | Reti   |        |
| --------------- | --------------- | --------------- | ---------- | ---------- | --------------- | --------------- | --------------- | ------------------ | ------------------ | ------------------ | ----------- | ----------- | ----------- | ------ | ------ | ------ |
| 2019-2020       | Baník Ostrava B | MSFL            | 16         | 10         |                 | -               | -               |                    | -                  | -                  |             | -           | -           | 16     | 10     |        |
| 2020-2021       | Baník Ostrava B | MSFL            | 4          | 0          |                 | -               | -               |                    | -                  | -                  |             | -           | -           | 4      | 0      |        |
| 2019-2020       | Baník Ostrava   | 1L              | 9          | 1          | CRC             | 0               | 0               |                    | -                  | -                  |             | -           | -           | 9      | 1      |        |
| 2020-2021       | Baník Ostrava   | 1L              | 16         | 2          | CRC             | 2               | 0               |                    | -                  | -                  |             | -           | -           | 18     | 2      |        |
| Totale carriera | Totale carriera | Totale carriera | 45         | 13         |                 | 2               | 0               |                    | -                  | -                  |             | -           | -           | 47     | 13     |        |